# بینایی (فیلم ۲۰۲۳)
بینایی (انگلیسی: Sight) یک فیلم زندگی‌نامه‌ای و درام آمریکایی محصول ۲۰۲۳ به کارگردانی اندروهایت با بازی تری چن و گرگ کینر است. فیلم دربارهٔ مینگ وانگ، مهاجر چینی به ایالات متحده است که جراح چشم مشهوری شد. این بر اساس زندگینامه وانگ از تاریکی تا دید است. این فیلم در ۵ اکتبر ۲۰۲۳ در جشنواره بین‌المللی فیلم هارتلند به نمایش درآمد و در ۲۴ می ۲۰۲۴ در ایالات متحده و کانادا اکران شد.

## ساخت
فیلمبرداری در آوریل ۲۰۲۱ در ونکوور آغاز شد و پس از یک فیلمبرداری شش هفته‌ای در اکتبر ۲۰۲۱ به پایان رسید.

## بازخوردها
- در وب‌سایت جمع‌آوری نقد راتن تومیتوز از ۴۱ نقد منتقد، با میانگین امتیاز ۵٫۹ از ۱۰ مثبت است. اجماع این وب‌سایت چنین می‌گوید: «فیلمی مبتنی بر ایمان با زمینه‌ای شیرین انسان‌گرایانه، چشمک می‌زند تا ظرافت‌های لحنی زیادی را ارائه کند، اما داستان الهام‌بخش واقعی خود را با اعتقادی تکان‌دهنده ارائه می‌کند».
- در متاکریتیک، که از میانگین وزنی استفاده می‌کند، بر اساس ۴ منتقد، امتیاز ۴۲ از ۱۰۰ را به فیلم اختصاص داد که نشان دهنده نقدهای "مختلط یا متوسط" است.
- تماشاگرانی که توسط سینماسکور مورد بررسی قرار گرفتند به فیلم نمره متوسط "A" در مقیاس A+ تا F دادند، در حالی که آنهایی که توسط پست‌ترک شرکت کردند به‌طور میانگین ۴ از ۵ ستاره را به فیلم دادند و ۶۸٪ گفتند که قطعاً آن را توصیه می‌کنند.